# Cheverny
Cheverny – miejscowość i gmina we Francji, w Regionie Centralnym, w departamencie Loir-et-Cher.
Według danych na rok 1990 gminę zamieszkiwało 900 osób, a gęstość zaludnienia wynosiła 27 osób/km² (wśród 1842 gmin Regionu Centralnego Cheverny plasuje się na 443. miejscu pod względem liczby ludności, natomiast pod względem powierzchni na miejscu 277.).
Główną atrakcją miejscowości jest zamek w Cheverny, jeden z zamków nad Loarą.